# Queen’s Park Shield
Der Queen’s Park Shield ist ein jährlich stattfindender Fußball-Pokalwettbewerb, der im K.-o.-System ausgetragen wird. An dem Wettbewerb nehmen die Universitäten in Schottland teil. Die erste Austragung des Wettbewerbs fand 1922 statt. Rekordsieger ist die University of Edinburgh mit 27 Siegen. Der Queen’s Park Shield ist der wichtigste Fußballwettbewerb für schottische Universitäten und Hochschulen.
Die Siegertrophäe wurde im Jahr 1921 von der Scottish Amateur Football Association und vom FC Queen’s Park gespendet. Der Queen’s Park Shield wurde ursprünglich zwischen den Mannschaften der vier traditionellen Universitäten des Landes – Aberdeen, Edinburgh, Glasgow und St. Andrews – ausgespielt. Die Universitäten  sind die vier ältesten schottischen Universitäten und werden deshalb ancient Universities genannt. Der Wettbewerb wurde zunächst in Turnierform ausgetragen und nach 1980 im K.-o.-System. Ab 1980 nahmen sämtliche Universitäten aus Schottland teil.

## Rangliste der Sieger
| Universität        | Siege | Jahr(e) |
| ------------------ | ----- | --- |
| Edinburgh          | 27    | 1929, 1931, 1932, 1934, 1935, 1942, 1948, 1953, 1958, 1959, 1962, 1967, 1974, 1975, 1976, 1977, 1978, 1979, 1980, 1981, 1990, 1992, 1996, 1999, 2000, 2011, 2015 |
| Aberdeen           | 20    | 1922, 1923, 1928, 1930, 1933, 1937, 1938, 1941, 1946, 1947, 1949, 1950, 1951, 1955, 1957, 1963, 1966, 1969, 1970, 1988                                           |
| Glasgow            | 19    | 1924, 1927, 1936, 1939, 1940, 1944, 1945, 1952, 1954, 1956, 1960, 1961, 1964, 1965, 1968, 1971, 1972, 1973, 1991                                                 |
| Stirling           | 12    | 1982, 1983, 1985, 1989, 2001, 2002, 2003, 2009, 2010, 2012, 2013, 2014                                                                                           |
| Heriot-Watt        | 5     | 2004, 2005, 2006, 2007, 2008 |
| St. Andrews        | 3     | 1925, 1926, 1943 |
| Dundee             | 2     | 1984, 1987 |
| Strathclyde        | 2     | 1986, 1998 |
| Edinburgh (Napier) | 2     | 1995, 1997 |